# Laudi del Cielo, del Mare, della Terra e degli Eroi

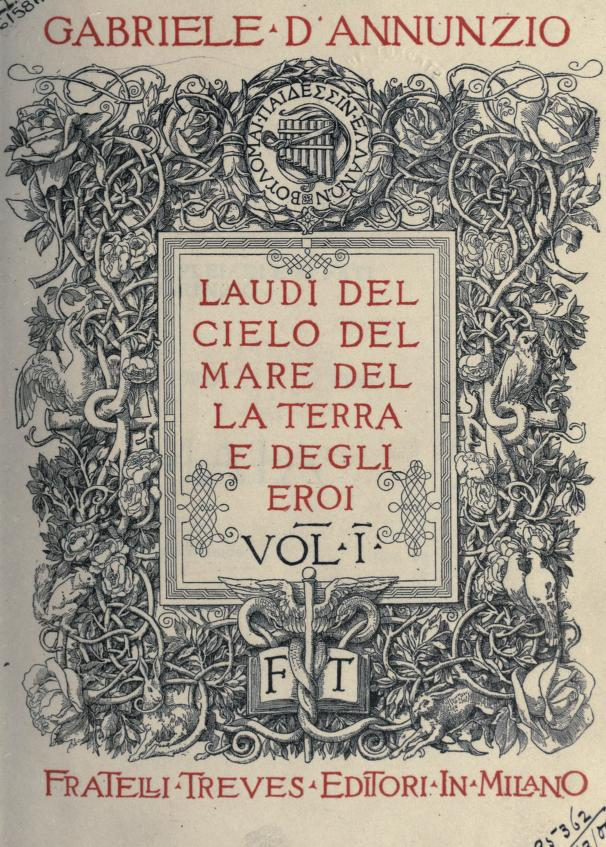
Okładka tomu pierwszego cyklu "Laudi del cielo, del mare, del la terra e degli eroi" z 1903 roku

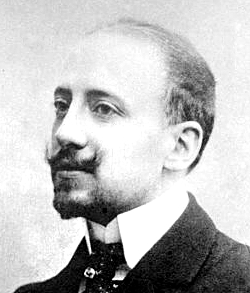
Gabriele D’Annunzio

Laudi del cielo, del mare, della terra, degli eroi (Pochwały nieba, morza, ziemi i bohaterów) – cykl poetycki włoskiego poety Gabriele’a D’Annunzio, wydawany w latach 1903-1935. Całość w zamyśle autora miała się składać z siedmiu części. Poszczególne części są nazwane imionami gwiazd z konstelacji Plejad w gwiazdozbiorze Byka. Pośmiertnie ukazała się część piąta. Utwory składające się na cykl są zróżnicowane wersyfikacyjnie.
Pierwsza księga zawiera poemat Laus vitae. Trzecia część cyklu, Alcyone (Mewa), jest uważana za największe dzieło liryczne poety. Alcyone składa się z 88 wierszy i stanowi zapis lata spędzonego w Toskanii wraz z kochanką, wybitną aktorką Eleonorą Duse.